# Чистякова, Елена Викторовна
Еле́на Ви́кторовна Чистяко́ва (16 ноября 1921, Подольск Московской губернии — 2 марта 2005, Москва) — советский и российский историк, источниковед и историограф. Доктор исторических наук, профессор.
Член бюро Археографической комиссии РАН, член ассоциации по изучению Русской Америки при ИВИ РАН, член Императорского Российского палестинского общества. Автор более 150 научных публикаций.

## Биография
Елена Викторовна Чистякова родилась в г. Подольске Московской губернии. Её родители происходили из семей сельских священников Московской и Калужской губерний.
После окончания московской средней школы № 64 в 1939 году Е. В. Чистякова поступила на исторический факультет Московского государственного университета. Её учителями были М. Н. Тихомиров, С. Д. Сказкин, М. В. Нечкина, Н. Л. Рубинштейн. Основной период учёбы пришёлся на годы Великой Отечественной войны 1941—1945. В МГУ Елена Викторовна познакомилась со своим будущим мужем — В. А. Дунаевским (1919—1998). После защиты дипломной работы «Князь Владимир Андреевич Храбрый», выполненной под руководством М. Н. Тихомирова, Е. В. Чистякова была рекомендована в аспирантуру. Кандидатская диссертация «Из истории классовой борьбы в русском городе XVII в. Реформа А. Л. Ордина-Нащокина в Пскове (1665 г.)» также была выполнена под руководством М. Н. Тихомирова.
В 1947 году, после защиты диссертации, Е. В. Чистякова направлена на работу в Воронежский государственный университет, где преподавала курс истории СССР, историографию, источниковедение, вела практику в местном архиве.
В 1952 году Е. В. Чистякова вернулась в Москву и поступила на преподавательскую работу в Московский государственный историко-архивный институт. Здесь ею была подготовлена докторская диссертация «Народные движения в России в середине XVII века», защита которой состоялась в 1966 году в МГУ (издана в качестве монографии в 1975 в Воронеже). В 1968 Е. В. Чистяковой присвоено звание профессора.
В последующие годы главным предметом научных исследований Е. В. Чистяковой остаются народные движения. Ею были написаны работы о Степане Разине, его сподвижнике Василии Усе, атамане Алёне Арзамасской, судьбе Ивана Тимофеевича Разина.
С 1971 года Е. В. Чистякова преподавала в Университете дружбы народов имени Патриса Лумумбы. Кроме общего курса истории России феодального периода Елена Викторовна читала спецкурсы «Русская культура», «Народные движения в России XVII—XVIII вв.», ряд спецкурсов по истории контактов России с народами различных континентов. По этим спецкурсам Е. В. Чистяковой был написан ряд книг, статей и брошюр.
Около двух десятков публикаций Елена Викторовна посвятила своему учителю — академику Михаилу Николаевичу Тихомирову, которые она обобщила в книге «Михаил Николаевич Тихомиров (1893—1965)», выпущенной в 1987 году.
Серию публикаций Е. В. Чистякова посвятила русскому историку XVII века А. И. Лызлову. В 1990 году совместно с А. П. Богдановым ею был опубликован труд Лызлова «Скифская история», к которому написано послесловие, археографическая справка и биография А. И. Лызлова.
Под руководством профессора Чистяковой были подготовлены и защищены 23 кандидатские и 4 докторские диссертации. После выхода на пенсию в 1998 году Елена Викторовна работала над научным наследием своего мужа — историка Владимира Ароновича Дунаевского. Ею был подготовлен сборник «В. А. Дунаевский: Педагог, учёный, солдат» (М., 2000), написан и опубликован ряд исследовательских статей.
Похоронена в Москве на Кузьминском кладбище.

## Основные публикации
Книги
- Галактионов И. В., Чистякова Е. В. А. Л. Ордин-Нащокин: Русский дипломат XVII в. — М.: Соцэкгиз, 1961 (1962). — 136 с. — (Выдающиеся дипломаты нашей Родины). — 20 000 экз.
- Городские восстания в России в первой половине XVII в. (30-40-е годы). Воронеж: Изд-во ВГУ, 1975.
- Контакты и связи России с народами Африки (до XIX в.). М.: Изд-во УДН, 1987. 2310 экз.
- Михаил Николаевич Тихомиров / отв. ред. В. И. Буганов. — М.: Наука, 1987. — 160 с. — (Научные биографии). — 11 400 экз. (обл.)
- Чистякова Е. В., Богданов А. П. «Да будет потомкам явлено...»: Очерки о русских историках второй половины XVII в. и их трудах / Е. В. Чистякова, А. П. Богданов. — М.: Издательство Университета дружбы народов, 1988. — 136 с. — 70 000 экз. — ISBN 5-209-00006-0.
- Чистякова Е. В., Соловьёв В. М. Степан Разин и его соратники / Рецензент: д-р ист. наук, проф. В. И. Буганов; Оформление художника А. А. Брантмана. — М.: Мысль, 1988. — 224, [16] с. — 50 000 экз. — ISBN 5-244-00069-1.

Статьи
- Новоторговый устав 1667 года // Археографический ежегодник за 1957 год. — М., 1958. — 2 500 экз. — С. 102—126.
- Русский историк А. И. Лызлов и его книга «Скифская история» // Вестник истории мировой культуры. М., 1961. № 1.
- «Скифская история» А. И. Лызлова и труды польских историков XVI—XVII вв. // Труды Отдела древнерусской литературы (ТОДРЛ). Т. XIX. Л. 1963 — С. 348—357.
- «Синопсис» 1674 г. // Вопросы истории. 1974, № 1. С. 215—219
- Чистякова Е. В., Галактионов И. В. Афанасий Лаврентьевич Ордин-Нащокин // «Око всей великой России»: Об истории русской дипломатической службы XVI—XVII вв / Под ред. Е. В. Чистяковой; Сост. Н. М. Рогожин.. — М.: Международные отношения, 1989. — С. 108—146. — 240, [16] с. — (Из истории дипломатии). — 50 000 экз. — ISBN 5-7133-0059-5.

Редактор
- Обзоры научных каталогов памятников материальной и духовной культуры. Ч. III. М., 1971.
- Лызлов А. Скифская история / Подг. текста, комментарии, аннотир. указатель имён А. П. Богданова; Отв. ред. д.и.н. Е. В. Чистякова. — М.: Наука, 1990. — 520 с. — (Памятники исторической мысли). — 5000 экз. — ISBN 5-02-009645-8.